# Monjolos
Monjolos este un oraș în Minas Gerais (MG), Brazilia.